# St. Valentin (Percha)

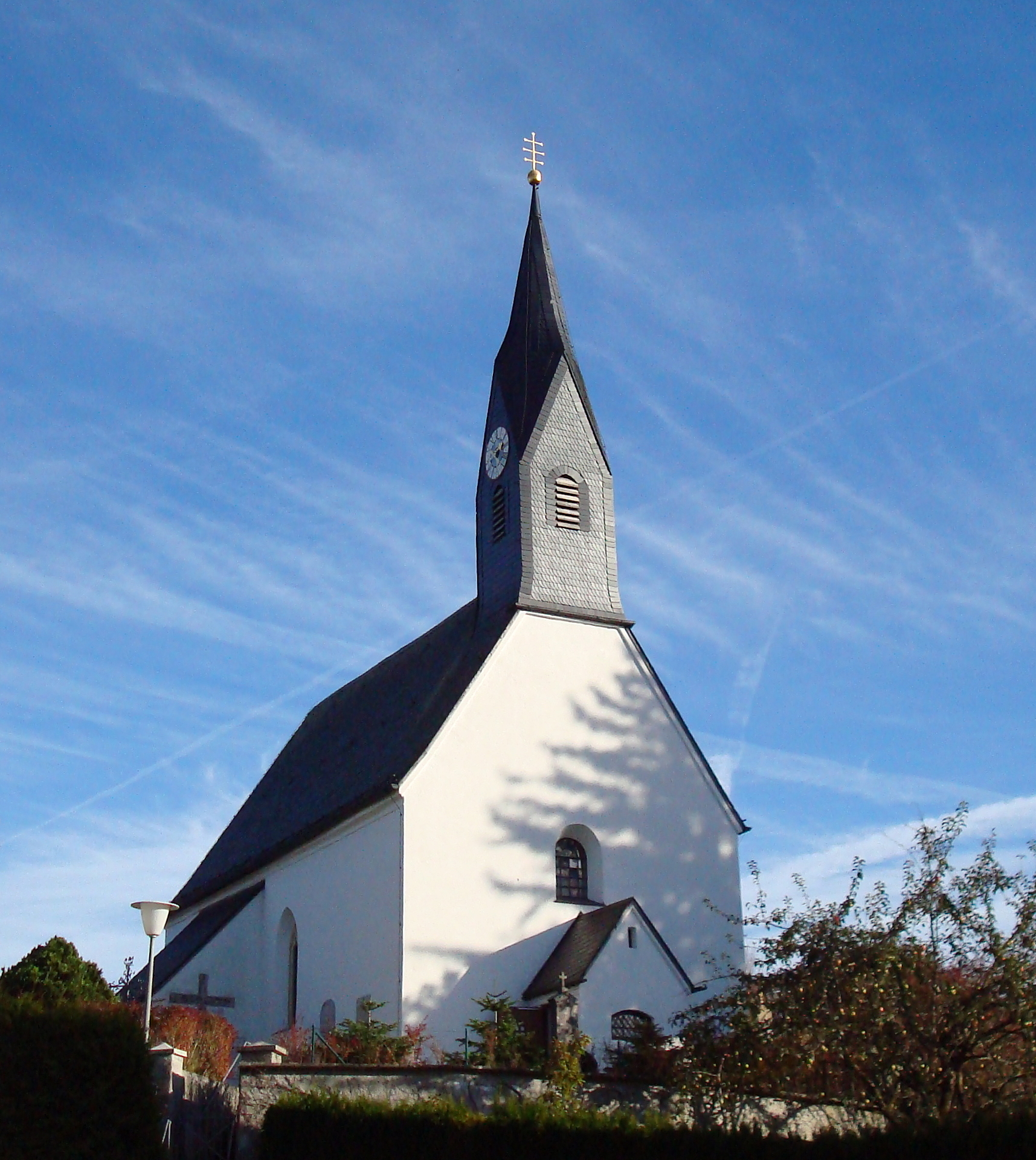
Kirche St. Valentin

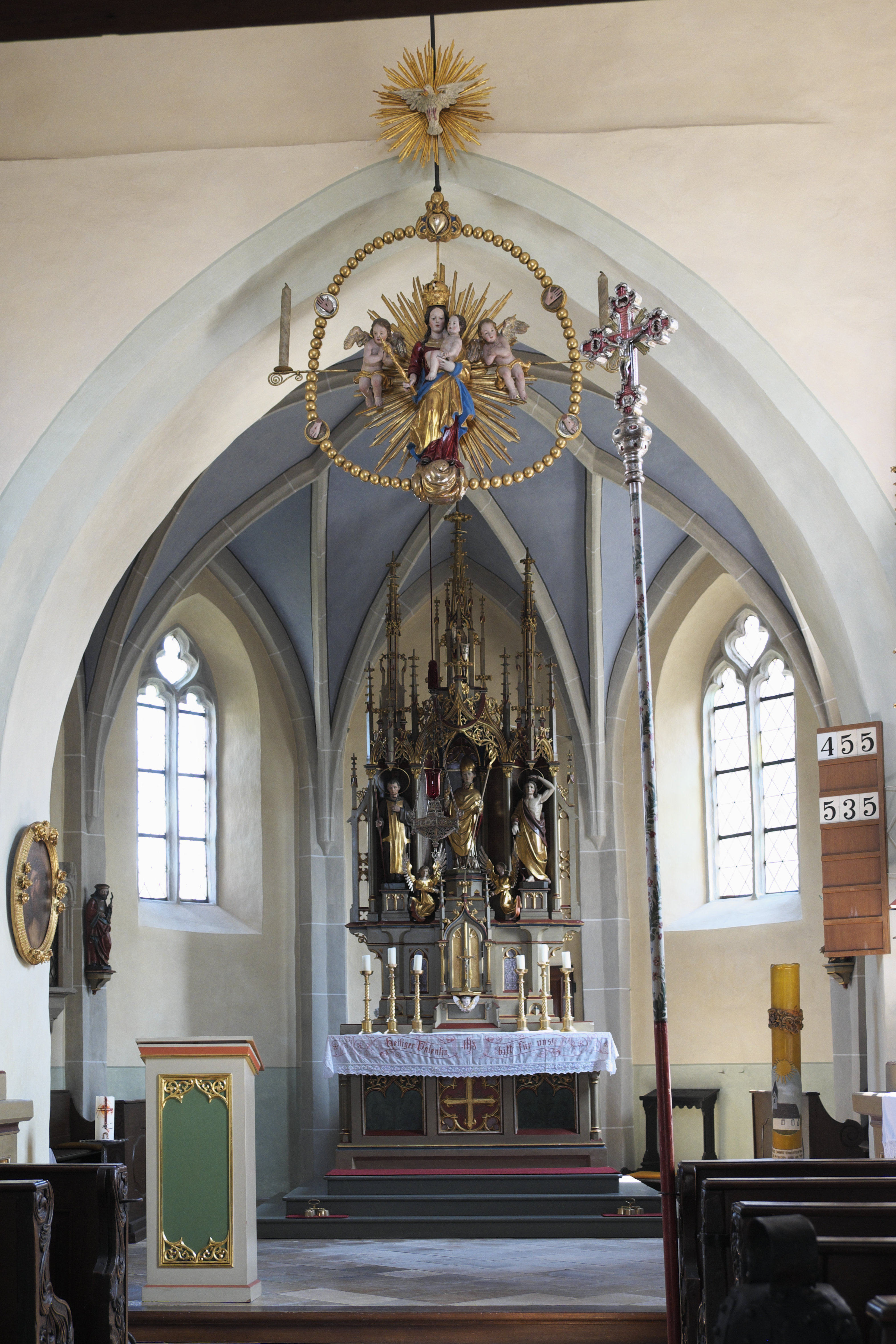
Chor

Die römisch-katholische Filialkirche St. Valentin in Percha, einem Ortsteil von Starnberg im gleichnamigen oberbayerischen Landkreis, wurde Ende des 15. Jahrhunderts im Stil der Gotik an der Stelle einer Vorgängerkirche aus dem 8. Jahrhundert errichtet. Die Valentinskirche ist die älteste nachweisbare Kirche auf dem Starnberger Stadtgebiet und gehört zu den geschützten Baudenkmälern in Bayern.

## Geschichte
Die Kirche St. Valentin wurde in der zweiten Hälfte des 8. Jahrhunderts als Eigenkirche gegründet und dem heiligen Valentin von Rätien, dem Schutzpatron des Bistums Passau, geweiht. In einer Urkunde aus dem Jahr 785, in der die Schenkung adeligen Eigenbesitzes einschließlich der Valentinskirche an das Kloster Schäftlarn dokumentiert ist, wird die Kirche von Percha erstmals erwähnt. Dieser erste Kirchenbau war vermutlich nicht aus Stein errichtet, sondern eine Holzkonstruktion. Im Jahr 1172 wurde durch den Freisinger Bischof Albert I. von Harthausen ein Neubau geweiht, von dem möglicherweise noch die Langhausmauern der heutigen Kirche stammen. Der Chor entstand zwischen 1490 und 1510.

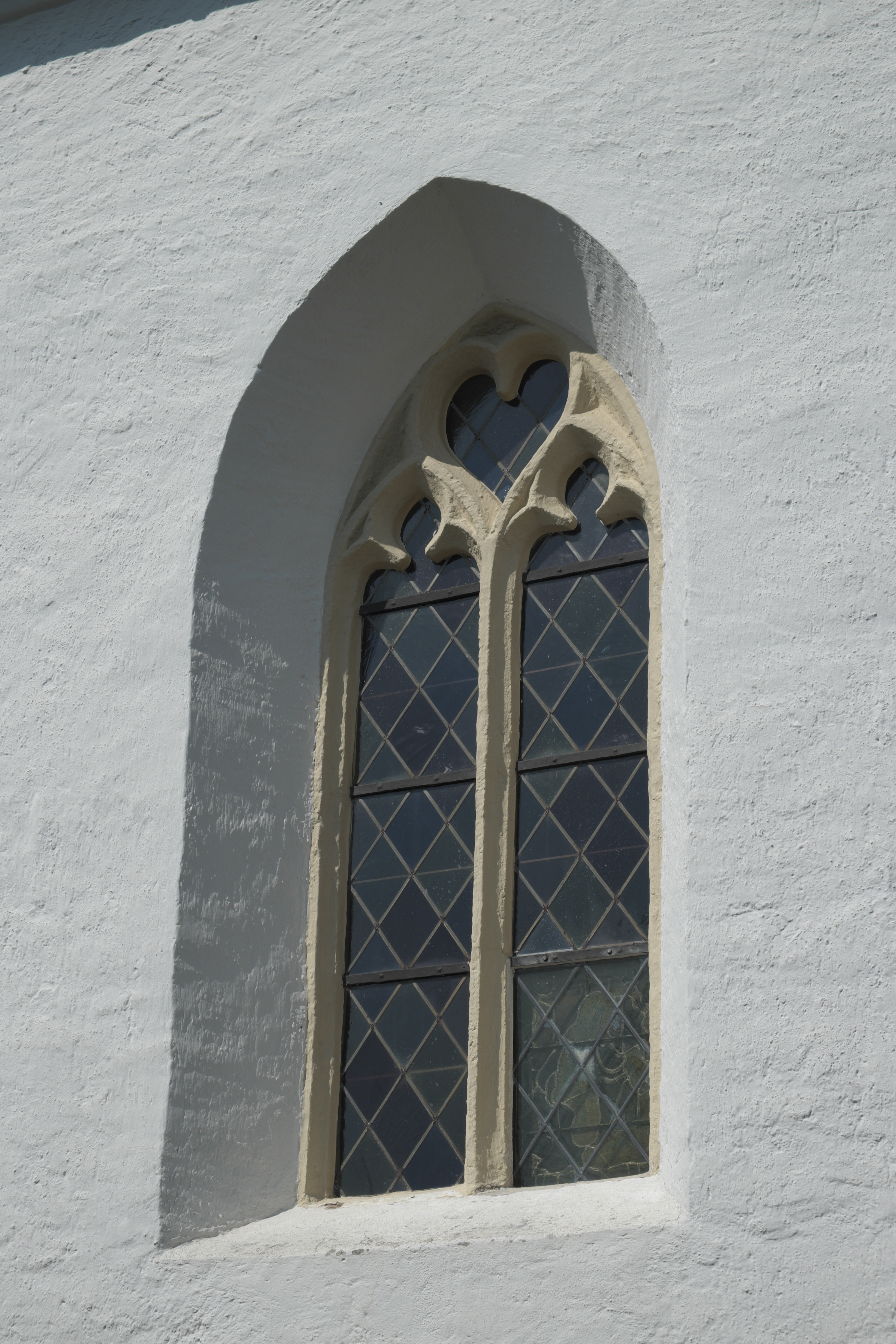
Maßwerkfenster
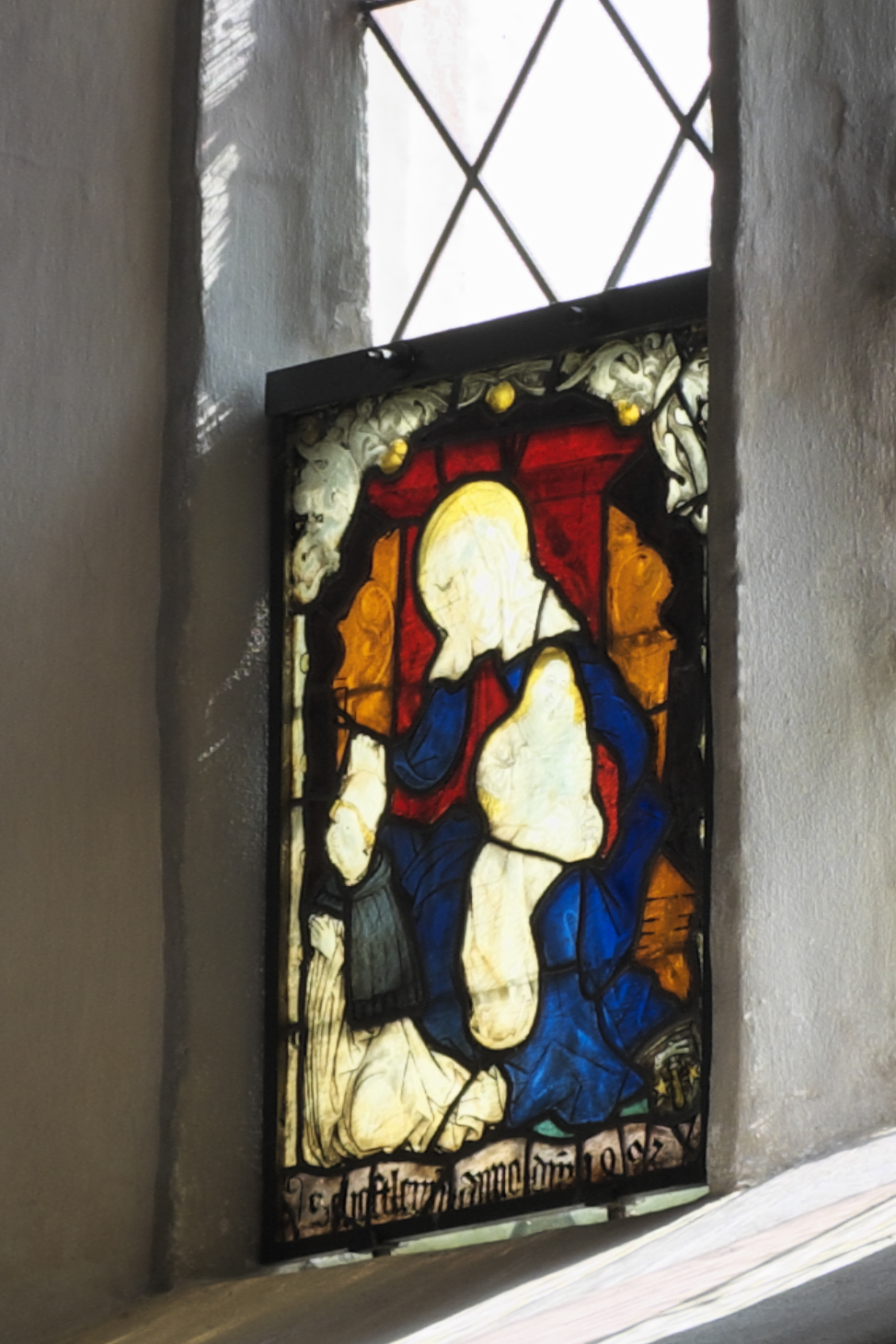
Bleiglasfenster mit der Jahreszahl 1492

## Bleiglasfenster
An der Südseite des Langhauses ist ein Bleiglasfenster erhalten, das mit der Jahreszahl 1492 datiert ist. Auf der Scheibe ist Anna selbdritt dargestellt. Am unteren linken Bildrand kniet der Stifter, Leonhard Schmid, von 1490 bis 1527 Propst des Klosters Schäftlarn. Auf der rechten Seite ist sein Wappen zu sehen, ein Hammer mit zwei goldenen Sternen auf braunem Grund. Am unteren Rand ist nur noch der Rest einer Inschrift vorhanden: „Scheftlern anno dni 1492“.

## Ausstattung
- Die drei Altäre wurden im Zuge der umfassenden Renovierung in den Jahren 1873/74 im Stil der Neugotik geschaffen. Aus dieser Zeit stammen die seitlichen Figuren, der heilige Isidor von Madrid (links) und der heilige Sebastian (rechts). Die Mittelfigur, die den Kirchenpatron, den heiligen Valentin, darstellt, wird in die Zeit um 1440/45 datiert und gehört zu den ältesten Kunstwerken, die sich in den Starnberger Kirchen erhalten haben. Die beiden Engel zu seinen Füßen wurden im späten 15. Jahrhundert hinzugefügt.
- Im Chor ist eine frühbarocke Skulptur der heiligen Margaretha erhalten.
- Die spätgotische Figur des heiligen Achatius von Armenien, des zweiten Patrons der Kirche, wird in die Zeit um 1520 datiert und der Werkstatt des Meisters von Rabenden zugeschrieben. Achatius hält einen Dornenzweig in der Hand, mit dem er nach der Legende gefoltert wurde.

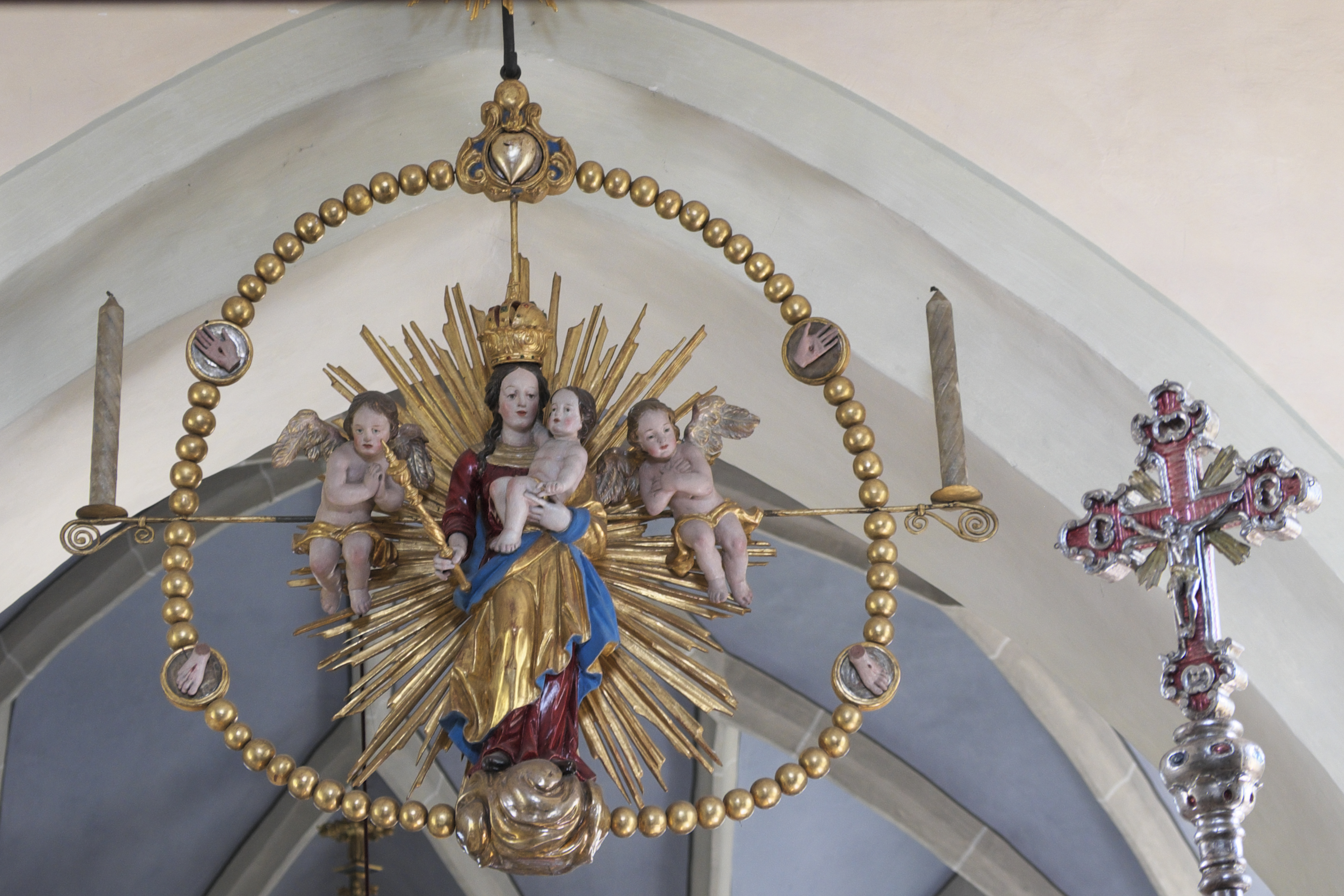
Rosenkranzmadonna

- Das kleine spätgotische Sakramentshaus stammt aus dem 15. Jahrhundert. Es ist mit dem Wappen der Thorer von Eurasburg verziert.
- Die sitzende Muttergottes an der Langhausnordwand wurde um 1720 geschaffen.
- Das Ölgemälde an der Südseite des Langhauses ist eine Arbeit aus dem 16. Jahrhundert. Es ist auf Holz gemalt und stellt das Martyrium des heiligen Achatius von Armenien dar.
- Über dem Chorbogen hängt eine Rosenkranzmadonna aus der Zeit um 1700, die vermutlich aus einer Wolfratshauser Werkstatt stammt.

## Glocken
Im über der Eingangsfassade aufsutzenden Turm hängen zwei kleine Bronzeglocken, die 1712/26 von Christoph Thaller, München gegossen wurden. Sie sind auf die Töne c³ und d³ gestimmt.